# وزارة البيئة (لبنان)
 وزارة البيئة  الجهة الحكومية في لبنان التي تُعنى بالحفاظ على البيئة.

## التاريخ
تأسست الوزارة في عام 1992 بموجب القانون 216/93 لوضع القوانين واللوائح المتعلقة بالقضايا البيئية مثل إزالة الغابات وحماية النباتات التي لم تكن موجودة من قبل.
وبشكل أكثر تحديدًا، تتناول الوزارة حماية البيئة بشكل عام، ووضع اللوائح والمعايير، وتقدم المشورة بشأن الاستخدام المثمر لتنفيذ المشاريع والبرامج بطريقة مستدامة.

## روابط خارجية
- Ministry of Environment website

## طالع
- قائمة المحميات الطبيعية في لبنان
- محمية الشوح والأرز
- أنواع الأشجار المحلية في لبنان والبلدان المجاورة (كتاب)